# Politiazida
Politiazida (nombre comercial Renese®) es el nombre del principio activo de un diurético antihipertensivo del grupo de las tiazidas. También se indica para el edema asociado a la insuficiencia cardíaca congestiva.
En administración oral para tratar el edema, la politiazida se toma de 1 a 4 mg diarios y para pacientes hipertensos se suele administrar 1 a 2 mg diarios.

## Indicación
La politiazida se indica como terapia adyuvante en el edema asociado a la insuficiencia cardíaca congestiva, cirrosis hepática y corticosteroides y estrógeno-terapia. También ha sido útil en el edema debido a diversas formas de disfunción renal, tales como: síndrome nefrótico, glomerulonefritis aguda, y la insuficiencia renal crónica.
También está indicada en el tratamiento de la hipertensión arterial, ya sea como agente terapéutico único o para aumentar el efecto de otros fármacos antihipertensivos en las formas más graves de hipertensión.